# Bijelo Dugme
Bijelo Dugme foi uma banda de rock da Jugoslávia formada em 1974 em Sarajevo, então capital da Bósnia e Herzegovina, uma das seis repúblicas constituintes da antiga Jugoslávia. A banda lançou nove álbuns até 1989. Seu líder foi o compositor e guitarrista Goran Bregović.

## Membros
- Goran Bregović - guitarra (1974 - 1989)
- Željko Bebek - vocais (1974 - 1984)
- Mladen "Tifa" Vojičić - vocais (1984 - 1985)
- Alen Islamović - vocais (1986 - 1989)
- Zoran Redžić - baixo (1974 - 1975, 1977 - 1989)
- Jadranko Stanković - baixo (1974)
- Goran "Ipe" Ivandić - bateria (1974 - 1976, 1977 - 1978, 1982 -  1989)
- Milić Vukašinović - bateria (1976 - 1977)
- Dragan "Điđi" Jankelić - bateria (1978 - 1982)
- Vlado Pravdić - teclado (1974 - 1976, 1978 - 1987)
- Laza Ristovski - teclado (1976 - 1978, 1984 - 1989)

## Discografia

### Álbuns de estúdio
- 1974 - Kad bi' bio bijelo dugme
- 1975 - Šta bi dao da si na mom mjestu
- 1976 - Eto! Baš hoću!
- 1979 - Bitanga i princeza
- 1980 - Doživjeti stotu
- 1983 - Uspavanka za Radmilu M.
- 1984 - Bijelo dugme
- 1986 - Pljuni i zapjevaj moja Jugoslavijo
- 1988 - Ćiribiribela

### Ao vivo
- 1977 - Koncert kod Hajdučke česme
- 1981 - 5. april '81
- 1987 - Mramor, kamen i željezo
- 2005 - Turneja 2005 - Sarajevo, Zagreb, Beograd

### Compilações e outros trabalhos
- 1975 - Iz sve snage
- 1976 - Ipe Ivandić i Bijelo Dugme
- 1981 - Svi marš na ples!
- 1982 - Singl ploče (1974-1975)
- 1982 - Singl ploče (1976-1980)
- 1983 - …A milicija trenira strogocu! (i druge pjesme za djecu)
- 1984 - Sanjao sam noćas da te nemam (Velike rock balade)
- 1988 - Rock & Roll
- 1990 - Nakon svih ovih godina
- 1994 - Ima neka tajna veza